# Senj

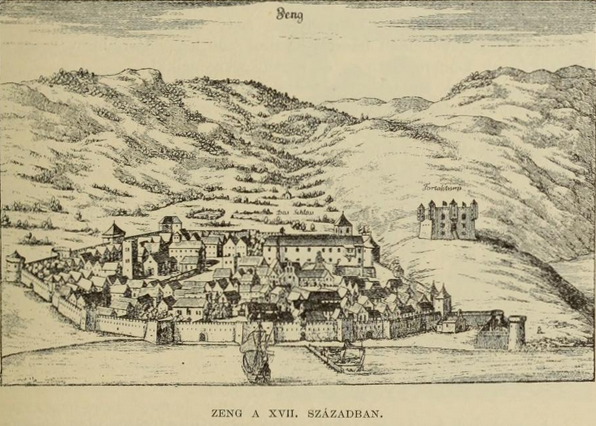
Senj na sztychu z XVII w., po prawej na wzgórzu twierdza Nehaj

Senj (łac. Senia, wł. Segna, niem. Zengg) – miasto w Chorwacji, w żupanii licko-seńskiej, siedziba miasta Senj. Leży na wybrzeżu Morza Adriatyckiego. W 2011 roku liczył 4810 mieszkańców.
Senj jest popularnym kurortem wakacyjnym. W centrum znajduje się plaża żwirowa, a na obrzeżach miasta wybrzeże jest skaliste i bardzo strome. Miejska starówka – w porównaniu z innymi chorwackimi kurortami – wciąż wymaga nakładów inwestycyjnych i renowacji. Najważniejszym zabytkiem miasta jest górująca nad kurortem twierdza Nehaj, w której obecnie mieści się miejskie muzeum.

## Historia
Senj był zamieszkany już w czasach prehistorycznych.
- IV wiek p.n.e. – na terenach dzisiejszego miasta Senj znajdowało się greckie osiedle Attienities
- II wiek p.n.e. – Rzymianie założyli port Senia
- VII wiek – w Senju osiedlają się Awarowie i Chorwaci
- 1169 – założenie katolickiej diecezji
- 1184 – król węgierski Bela III przekazuje miasto Templariuszom
- 1526 – po bitwie pod Mohaczem w Senju znajduje schronienie wielu Uskoków z Sinja i Klisu
- 1558 – ukończenie twierdzy Nehaj (położonej na wzgórzu w pobliżu miasta)

## Miasta partnerskie
- Węgry, Kőszeg
- Czechy, Vratimov
- Polska, Powiat wieluński
- Francja, Sorbiers
- Słowacja, Senec
- Austria, Parndorf

W 1999 roku Senj zawarł umowę partnerską z powiatem wieluńskim.

## Komunikacja
Senj leży przy Magistrali Adriatyckiej (droga Rijeka – Split – Dubrovnik). Posiada również połączenie drogowe z Zagrzebiem (przez autostradę A1). Nie posiada stacji kolejowej.
Główny przystanek autobusów znajduje się w centrum miasta, przy wybrzeżu Franjo Tuđmana.
Posiada bezpośrednie połączenia autobusowe z Rijeką, Zagrzebiem, Splitem, Pulą i Dubrownikiem.